# Filipów Czwarty
Filipów Czwarty – wieś w Polsce położona w województwie podlaskim, w powiecie suwalskim, w gminie Filipów. Leży przy drodze wojewódzkiej nr 652,
W latach 1975–1998 miejscowość administracyjnie należała do województwa suwalskiego.